# SG BBM Bietigheim
Die SG BBM Bietigheim (früher SG Bietigheim-Metterzimmern) ist eine Handballspielgemeinschaft aus der baden-württembergischen Stadt Bietigheim-Bissingen.

## Geschichte
Die Spielgemeinschaft wurde 1997 durch die beiden Stammvereine TSV Bietigheim und TV Metterzimmern gegründet.
Im Juli 2007 wurde die Fusion erweitert und der dritte Verein aus der Stadt Bietigheim-Bissingen, die SpVgg Bissingen, trat der Spielgemeinschaft bei, erst nur mit dem Männer-Bereich und seit Juli 2008 auch mit dem Frauenbereich.

### Männer
Die Männermannschaft startete nach der Fusion 1997 in der Landesliga. Nachdem die Mannschaft 2005 in die 2. Handball-Bundesliga aufgestiegen war, gelang ihr 2014 mit dem Aufstieg in die Bundesliga der bis dahin größte Erfolg. Nach dem direkten Abstieg folgte 2018 der erneute Aufstieg in die „stärkste Liga der Welt“. Dort  hätte man am letzten Spieltag mit einem Sieg gegen den direkten Konkurrenten VfL Gummersbach die Abstiegsplätze verlassen, doch vom 25:25-Unentschieden profitierten im „Abstiegskrimi“ letztendlich Die Eulen Ludwigshafen und Bietigheim musste zurück in die zweite Liga.

### Frauen
Die Frauenmannschaft stieg 2010 in die 1. Bundesliga auf. Nachdem man die Saison auf dem dritten Tabellenplatz beendet hatte, traf man in den Play-off-Spielen zunächst auf die BVB Füchse Berlin, die in beiden Spielen klar besiegt werden konnten. Im Play-off-Finale stand man der HSG Bensheim/Auerbach gegenüber, gegen die man beide Ligaspiele verloren hatte. Im Hinspiel gab es erneut eine Niederlage, mit einem am Ende deutlichem Sieg im Rückspiel gelang der Aufstieg in die höchste deutsche Spielklasse.
Den zunächst größten Erfolg feierte das Team im Jahr 2017 mit dem Gewinn der deutschen Meisterschaft; alle Spiele wurden gewonnen. Zusätzlich standen die Frauen in der Saison 2016/17 im Finale des EHF-Pokals. 2019 gewann Bietigheim zum zweiten Mal die Meisterschaft. 2021 gewann die Mannschaft erstmals den DHB-Pokal.
Ein Jahr später folgte mit der EHF European League der erste internationale Titel. 2022 haben die Bietigheimer Handballerinnen alles gewonnen, was es zu gewinnen gibt: Sie wurden Deutscher Meister und Deutscher Pokalsieger, gewannen den Super Cup und die European League. Insgesamt siegten sie saisonübergreifend in 53 Spielen in Folge – ein Rekord.
Die SG BBM Frauen GmbH & Co. KG, Betreiber der ersten Mannschaft, zog zur Spielzeit 2024/25 nach Ludwigsburg um und schloss sich HB Ludwigsburg an, unter deren Namen man weiterhin in der Bundesliga spielt.

## Erfolge

### Frauen

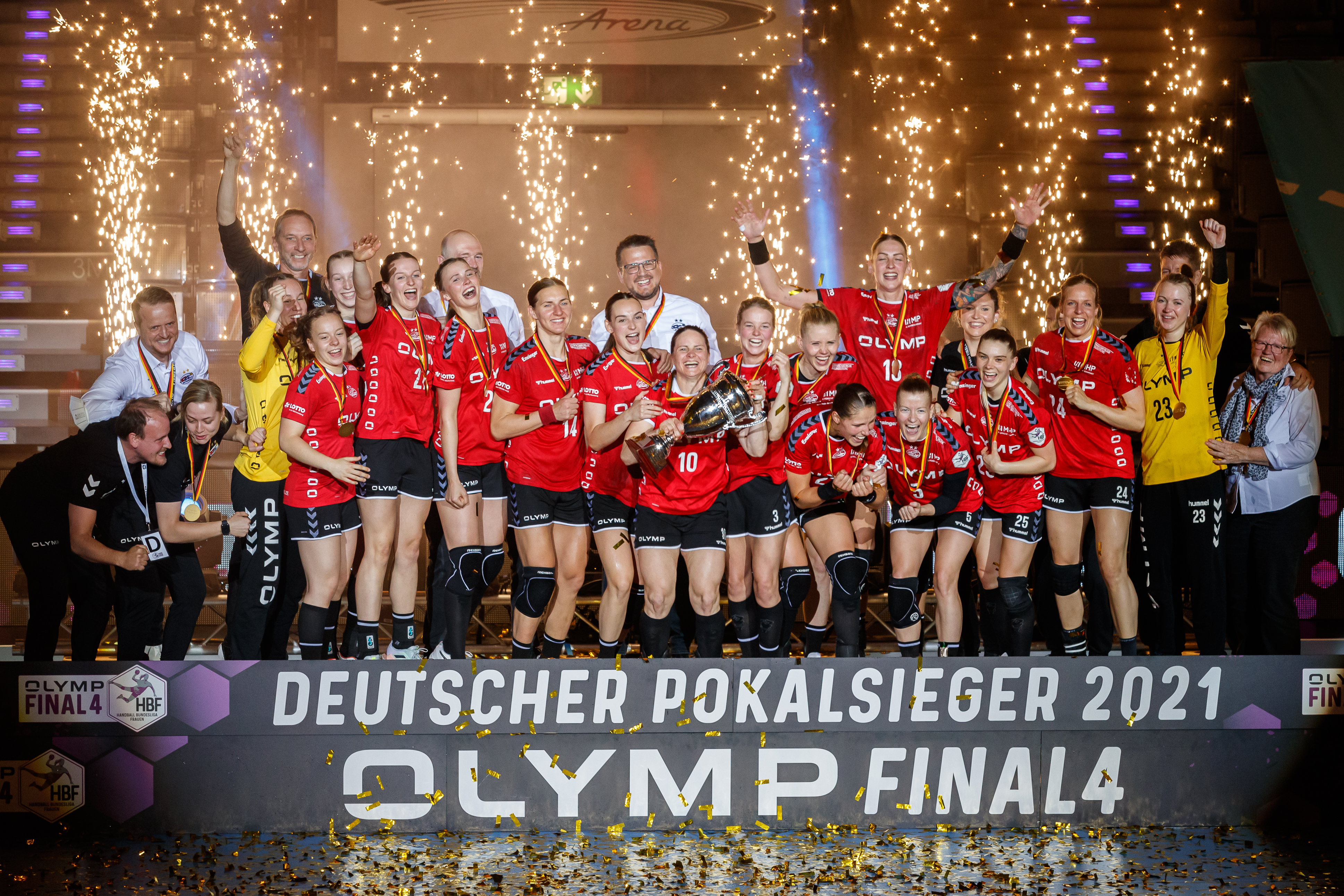
Die Frauen gewinnen den DHB-Pokal 2020/2021

- Aufstieg in die 2. Handball-Bundesliga 2009
- Aufstieg in die 1. Handball-Bundesliga 2010
- Meister der 2. Bundesliga und Aufstieg in die 1. Bundesliga 2013
- Deutscher Meister 2017, 2019, 2022, 2023 und 2024
- DHB-Pokalsieger 2021, 2022 und 2023
- DHB-Supercup Sieger 2017, 2019, 2021, 2022 und 2023
- EHF European League 2022

### Männer
- Aufstieg in die 2. Handball-Bundesliga 2005
- Süddeutscher Meister 2010 (männliche B-Jugend)
- Aufstieg in die 1. Handball-Bundesliga 2014
- Aufstieg in die 1. Handball-Bundesliga 2018
- Aufstieg in die 1. Handball-Bundesliga 2024

## Männer (Bundesliga)

### Saisonbilanzen seit 2004/05
| Saison  | Liga              | Platz |
| ------- | ----------------- | ----- |
| 2004/05 | Regionalliga Süd  | 01.   |
| 2005/06 | 2. Bundesliga Süd | 17.   |
| 2006/07 | 2. Bundesliga Süd | 07.   |
| 2007/08 | 2. Bundesliga Süd | 07.   |
| 2008/09 | 2. Bundesliga Süd | 04.   |
| 2009/10 | 2. Bundesliga Süd | 06.   |
| 2010/11 | 2. Bundesliga Süd | 05.   |
| 2011/12 | 2. Bundesliga     | 09.   |
| 2012/13 | 2. Bundesliga     | 04.   |
| 2013/14 | 2. Bundesliga     | 03.   |
| 2014/15 | Bundesliga        | 19.   |
| 2015/16 | 2. Bundesliga     | 09.   |
| 2016/17 | 2. Bundesliga     | 05.   |
| 2017/18 | 2. Bundesliga     | 02.   |
| 2018/19 | Bundesliga        | 18.   |
| 2019/20 | 2. Bundesliga     | 03.   |
| 2020/21 | 2. Bundesliga     | 08.   |
| 2021/22 | 2. Bundesliga     | 06.   |
| 2022/23 | 2. Bundesliga     | 05.   |
| 2023/24 | 2. Bundesliga     | 02.   |
| 2024/25 | Bundesliga        | 17.   |

### Kader 2025/26
| Nr. | Nat.           | Name                  | Position | Geburtsdatum | im V. seit |
| --- | -------------- | --------------------- | -------- | ------------ | ---------- |
| 12  | Kroatien       | Filip Baranašić       | TW       | 26.05.2000   | 2023       |
| 24  | Nordmazedonien | Martin Tomovski       | TW       | 10.07.1997   | 2025       |
| 96  | Tschechien     | Jan Hrdlička          | TW       | 01.01.1996   | 2025       |
| 03  | Deutschland    | Nikola Vlahovic       | RL       | 21.07.1999   | Jugend     |
| 05  | Deutschland    | Nico Bacani           | RA       | 16.10.2003   | 2025       |
| 07  | Deutschland    | Dominik Claus         | RR       | 26.02.1996   | 2017       |
| 08  | /              | Alen Hadzimuhamedovic | RL/RM    | 09.11.2006   | 2023       |
| 10  | Deutschland    | Tom Wolf              | RM       | 08.07.1994   | 2022       |
| 13  | Spanien        | Juan de la Peña       | RM       | 04.04.1996   | 2020       |
| 14  | Deutschland    | Fynn-Luca Nicolaus    | RL       | 30.07.2003   | 2024       |
| 18  | Deutschland    | Fabian Wiederstein    | KM       | 10.06.1995   | 2022       |
| 29  | Deutschland    | Moritz Strosack       | RA       | 21.06.1999   | 2024       |
| 31  | Deutschland    | Alexander Pfeifer     | LA       | 24.02.2001   | 2021       |
| 33  | Deutschland    | Djibril M’Bengue      | RR       | 13.05.1992   | 2025       |
| 36  | Deutschland    | Jonathan Fischer      | KM       | 10.07.1999   | 2018       |
| 41  | Deutschland    | Till Hermann          | LA       | 22.12.1996   | 2024       |
| 66  | Italien        | Max Prantner          | RM       | 24.06.2000   | 2025       |

#### Transfers zur Saison 2025/26
| Zugänge              | Zugänge          | Zugänge           |
| Nation               | Name             | abgebender Verein |
| -------------------- | ---------------- | ----------------- |
| Nordmazedonien       | Martin Tomovski  | 1. VfL Potsdam    |
| Deutschland          | Nico Bacani      | TVB Stuttgart     |
| Tschechien           | Jan Hrdlička     | MKS Kalisz        |
| Italien              | Max Prantner     | SC Meran          |
| Deutschland          | Djibril M’Bengue | Bergischer HC     |
| Stand: 23. Juli 2025 |                  |                   |

| Abgänge             | Abgänge            | Abgänge             |
| Nation              | Name               | aufnehmender Verein |
| ------------------- | ------------------ | ------------------- |
| Deutschland         | Daniel Rebmann     | TVB Stuttgart       |
| Deutschland         | Paco Barthe        | Karriereende        |
| Deutschland         | Fredrik Genz       | TuS N-Lübbecke      |
| Deutschland         | Julius Kühn        | AEK Athen           |
| Deutschland         | Maximilian Hejny   | TUSEM Essen         |
| Spanien             | Gonzalo Pérez Arce | Ademar León         |
| Stand: 9. Juli 2025 |                    |                     |

### Trainerteam und Betreuerstab
| Name           | Position   |
| -------------- | ---------- |
| Iker Romero    | Trainer    |
| Manuel Schmidt | Co-Trainer |
| Jürgen Müller  | TW-Trainer |
| Jens Rith      | Manager    |

## Frauen (Bundesliga)

### Saisonbilanzen 2009/10 bis 2023/24
| Saison  | Liga              | Platz |
| ------- | ----------------- | ----- |
| 2009/10 | 2. Bundesliga Süd | 04.   |
| 2010/11 | Bundesliga        | 12.   |
| 2011/12 | 2. Bundesliga     | 04.   |
| 2012/13 | 2. Bundesliga     | 01.   |
| 2013/14 | Bundesliga        | 09.   |
| 2014/15 | Bundesliga        | 09.   |
| 2015/16 | Bundesliga        | 04.   |
| 2016/17 | Bundesliga        | 01.   |
| 2017/18 | Bundesliga        | 02.   |
| 2018/19 | Bundesliga        | 01.   |
| 2019/20 | Bundesliga        | 02.   |
| 2020/21 | Bundesliga        | 02.   |
| 2021/22 | Bundesliga        | 01.   |
| 2022/23 | Bundesliga        | 01.   |
| 2023/24 | Bundesliga        | 01.   |

## Spielstätte
Die Frauen der SG BBM Bietigheim tragen ihre Heimspiele meist in der Halle am Viadukt in Bietigheim-Bissingen aus. Aufgrund der Hallenstandards der DKB-Handball-Bundesliga tragen die Männer ihre Heimspiele seit der Saison 2014/15 nur noch in der MHPArena in Ludwigsburg und der EgeTrans Arena in Bietigheim-Bissingen aus. Seit der Saison 2017/18 tragen die Männer den Großteil ihrer Spiele in der EgeTrans Arena, und die Frauen den Großteil ihrer Spiele in der MHPArena aus.